# Alex Pineda Chacón
Álex Pineda Chacón (né le 31 décembre 1969 à Santa Cruz de Yojoa au Honduras) est un joueur et entraîneur de football hondurien.

## Biographie

### Carrière d'entraîneur
En 2012 Alex Pineda Chacón débute comme entraîneur-chef de l'équipe de soccer (football) masculin des Silverbacks d'Atlanta dans la NASL.

## Palmarès

### Club

#### Compétitions nationales
- Championnat du Honduras : 6

Olimpia : 1989, 1992, 1995, 1996, 1998, 2000
- Championnat du Pérou : 1

Sporting Cristal : 1995

#### Compétitions internationales
- Ligue des champions de la CONCACAF : 1

Olimpia : 1988

### Individuel
- Meilleur buteur du championnat du Honduras : 1992 (12 buts)
- Meilleur buteur de la Major League Soccer : 2001 (19 buts)
- Meilleur joueur de MLS : 2001
- Trophée du fair-play de la MLS : 2001